# Rei Yoshii
Rei Yoshii este o acțrită japoneză.

## Filmografie

### Musicaluri
- Rock Musical Bleach
- Rock Musical Bleach Saien

### Filme
- Love My Life

### Televiziune
- Garo: Makai no Hana
- Kamen Rider Drive

## Legături externe
- Rei Yoshii la Internet Movie Database

1. ↑  „Rei Yoshii”, Internet Movie Database, accesat în 10 ianuarie 2016